# Косинский, Константин Константинович
Константин Константинович Косинский (1874—1923) — русский ботаник — флорист-систематик и геоботаник.

## Биография
Родился 16 июля 1874 года в городе Буй Костромской губернии. Учился в Костромской гимназии, затем поступил в Санкт-Петербургский университет. В 1900 году окончил естественное отделение физико-математического факультета.
Окончив университет, несколько лет преподавал в средних школах в Санкт-Петербурге. Занимался изучением флоры Костромской губернии, Крыма, Сибири, а также Японии. В 1914 году участвовал в экспедиции Переселенческого управления в Семипалатинскую область. В 1915 году в составе Научно-промысловой экспедиции ездил в дельту Волги.
С 1916 года Константин Константинович работал заведующим гербария Европейской России в Петербургском ботаническом саду. Также заведовал Озерковской экскурсионной станцией.
К. К. Косинский провёл ревизию образцов папоротников, хранящихся в гербарии Санкт-Петербурга, описал несколько новых видов.
Скончался 24 июля 1923 года в Петрограде.

## Некоторые виды, названные в честь К. К. Косинского
- Dionysia kossinskyi Czerniak., 1927
- Oxytropis kossinskyi B.Fedtsch. & Basil., 1927
- Suaeda kossinskyi Iljin, 1926